# Флаг Радужного (ХМАО — Югра)
Флаг городского округа город Радужный Ханты-Мансийского автономного округа — Югры Тюменской области Российской Федерации.
Флаг утверждён 26 июня 2000 года и внесён в Государственный геральдический регистр Российской Федерации с присвоением регистрационного номера 610.
Флаг города — опознавательно-правовой знак, составленный и употребляемый в соответствии с вексиллологическими правилами, служащий символом муниципального образования, единства территории, населения, прав и самоуправления. Флаг города является, наряду с гербом, официальным символом города.

## Описание флага
«Белое полотнище с соотношением сторон 2:3, несущее изображение фигур из герба г. Радужный: трёх стилизованных чумов над водой и глухаря на зелёном кедре, рядом с которым (со стороны свободного края полотнища) изображён ещё один, меньший кедр. Вдоль древка расположены 6 равновеликих полос — белая, фиолетовая, голубая, зелёная, жёлто-золотистая, красная при счёте от древка — вместе занимающие 2:9 длины полотнища».

## Символика флага
Основное поле (цвет поля — белый (серебро)) символизирует собой местную топографию, то есть указывающее на расположенность города в местности приравненной к районам Крайнего Севера (белый цвет — снег).
Одним из элементов изображения на флаге является символическое отображение радуги, как изображение, перекликающееся с названием, именем обладателя флага (радуга — город Радужный), выполненное вертикальными полосами поперёк полотнища у древка флага, одновременно указывающее на локальные особенности местности, где расположен город. Исполнение этого элемента ограничено основными геральдическими цветами — золотом (жёлтый) четырьмя «финифтями» («эмалями» — лазурью, червленью, зеленью и пурпуром).
Следующим элементом флага является условное изображение трёх хантыйских чумов, символизирующих собой пухул (стойбище) рода Казамкиных, на землях которого расположен город. Их количество и различие в размере указывает на связь поколений и единение (изображение методом накладки одного чума на другой).
Одновременно с основными элементами, в изображении флага использованы и вспомогательные, второстепенные фигуры. Это символическое изображение леса, выполненное зелёной финифтью и изображение птицы (глухаря), выполненное чёрной финифтью, а также условное изображение воды, выполненное лазурью. Все эти элементы указывают на природные богатства региона, его топографию и другие локальные особенности местности, в которой расположен город (тайга, озёра, местная фауна).